# بوبي سميث
بوبي سميث (بالإنجليزية: Bobby Smith)‏ (مواليد 22 فبراير 1933) هو لاعب كرة قدم. يلعب مع منتخب إنجلترا لكرة القدم. سبق له أن لعب في كأس العالم لكرة القدم مع منتخب بلاده.

## روابط خارجية
- بوبي سميث على موقع الاتحاد الأوربي (الإنجليزية)
- بوبي سميث على موقع قاعدة بيانات كرة القدم.إي يو (الإنجليزية)
- بوبي سميث على موقع ناشيونال فوتبول تيمز (الإنجليزية)